# Sylvie Lainé
Pour les articles homonymes, voir Lainé.
Œuvres principales
- L'Opéra de Shaya

Sylvie Lainé, née le 29 juin 1957 à Saint-Lô, est une auteure française de nouvelles et de romans courts. Ses œuvres relèvent pour la plupart de la science-fiction, mais certaines relèvent davantage du fantastique ou se rapprochent de la littérature blanche.

## Biographie
Sylvie Lainé est passionnée par la lecture dès son enfance. À 10 ans, son père lui fait découvrir la science-fiction.
En 1985, elle commence à écrire des nouvelles de science-fiction, qui seront publiées en revue en France, en Belgique ou au Québec.
En 2003, Sylvie Lainé est nommée professeure de sciences de l’information et de la communication à l'Université Jean Moulin de Lyon où elle forme de futurs documentalistes, explorant les nouveaux modes de publication et de communication à l’ère du numérique[source insuffisante].
En 2007, elle publie son premier recueil de nouvelles, Le Miroir aux Éperluettes, aux éditions ActuSF.
En 2015, elle remporte le prix Rosny ainé, le prix Bob Morane et le Grand Prix de l’Imaginaire.
Elle préside, en 2021, le jury du Festival international du film fantastique de Neuchâtel.

## Analyse de l'œuvre
Sylvie Lainé apprécie particulièrement la forme littéraire de la nouvelle à cause de la force que le format court confère à ce type de texte. Parmi les codes du genre qui lui paraissent importants figurent l'unité de lieu et d'action, ainsi que le choix de montrer plutôt que d'expliquer. Lainé pratique également le genre du roman court avec Les Yeux d'Elsa (2006) et L'Opéra de Shaya (2014). Pour les romans courts, elle adopte une méthode différente : elle rédige un scénario et travaille sur l'univers avant de passer à l'écriture du texte proprement dit. Elle n'a pas d'habitudes particulières en matière de lieu ou d'horaire de travail, mais aime essayer toujours de se renouveler dans ce qu'elle écrit.
Principalement connue comme auteure de science-fiction, elle écrit aussi des nouvelles relevant davantage du fantastique ou même de la littérature blanche. La rencontre de l'autre et de soi à travers l'autre, la communication et ses fêlures, ses ratés, l’ambiguïté, les limites de la perception, physique ou intellectuelle, sont les principaux thèmes de ses récits. Son roman l'Animal est considéré par Sylvie Denis comme emblématique de la science-fiction féministe.

## Œuvres

### Nouvelles
- « La Ballade de Johny Gueux », dans Les Lames vorpales n°1B, novembre 1984, et Hors Service no 5, 1999.
- « L'Écrivain », dans  Les Lames vorpales no 2, décembre 1984.
- « Le Meyeur des mondes », dans Les Lames vorpales no 2, décembre 1984.
- « Un cahier de 280 minutes », avec Markus Leicht, dans Les Lames vorpales no 2, décembre 1984.
- « Partenaires », dans Les Lames vorpales no 2, décembre 1984, et Univers 85, J'ai Lu.
- « Le Cycle de Joclin » (5 nouvelles), dans Les Lames vorpales no 2, décembre 1984.
- « Un remède à la solitude », dans Les Lames vorpales no 3, janvier 1985.
- « Brume », dans Les Lames Vorpales no 5, avril 1985.
- « Le Chemin de la rencontre », dans SFère no 22, mai-juin 1985, Prix Rosny aîné de la nouvelle 1986. Réédité dans Yellow Submarine no 116, septembre 1995.
- « Question de mode », dans Les Lames vorpales no 7, septembre 1985.
- « Thérapie douce », dans Le Monde supplément Dimanche, 6 octobre 1985.
- « Un rêve d'herbe », dans Les Lames vorpales no 10, janvier 1987, et dans l'anthologie Un œil au cœur, CCL Éditions, Grenoble, 1987.
- « Carte blanche », dans Imagine… no 35, août 1986, et Magie Rouge no 15, 1er trimestre 1987, Prix Septième Continent 1986.
- « Le Passe plaisir », dans Yellow Submarine no 116, septembre 1995.
- « Dérapages », 1995
- « Définissez : priorités », dans l'anthologie Escales 2001, Fleuve Noir, 2000.
- « La Mirotte », dans Étoiles vives no 9, 2002.
- « Un Signe de Setty », dans Galaxies no 24, mars 2002, Prix Rosny aîné de la nouvelle 2003.
- « La Bulle d'Euze », dans Galaxies no 29, 2003.
- « Les Yeux d'Elsa », dans Galaxies no 37, 2005, Prix Rosny aîné de la nouvelle 2006, Grand prix de l'Imaginaire 2007, Prix du Lundi 2006.
- « Mélomania », dans anthologie 42, éditions Parchemins et Traverses, 2015.
- « Le Karma du chat », dans Galaxies no 38, 2015.

### Recueils de nouvelles
- Le Miroir aux Éperluettes, éditions ActuSF, 2007.
- Espaces insécables, éditions ActuSF, 2008.
- Marouflages, éditions ActuSF, 2009.
- L'Opéra de Shaya, éditions ActuSF, 2014, Grand prix de l'Imaginaire 2015, Prix Rosny aîné de la nouvelle 2015, Prix Bob Morane 2015[9]
- Fidèle à ton pas balancé, ActuSF, 2016[10].

### Nouvelles graphiques
- L'Animal, éditions Organic, collection Petite Bulles d'Univers, N°9, en collaboration avec Francis-Olivier Brunet, 2014.
- Les Îles noires, éditions Organic,collection Petite Bulles d'Univers, N°11, en collaboration avec Philippe Aureille, 2019.

### Traduction
- Demain pourrait être pire, un alphabet des clichés de la science-fiction, de John Brunner, éditions Lames vorpales, 1985.

### Publications académiques
- Sylvie Lainé, « L'éditeur se dissout-il dans le numérique ? Les approches "techno-collaboratives" des auteurs de l'imaginaire », dans Rojas Estrella, Réseaux socionumériques et médiations humaines, 2013, 294 p. (ISBN 9782746245396)

## Récompenses
- Grand prix de l'Imaginaire : en 2007 pour Les Yeux d'Elsa[11] et en 2015 pour L'Opéra de Shaya[12].
- Prix Rosny aîné de la nouvelle : en 1986 pour Le Chemin de la rencontre, en 2003 pour Un Signe de Setty, en 2006 pour Les Yeux d'Elsa, en 2015 pour L'Opéra de Shaya.
- Prix Bob Morane 2015 pour L'Opéra de Shaya.
- Prix du Lundi 2006 pour Les Yeux d'Elsa.